# Eric Larson
Eric Cleon Larson (* 3. September 1905 in Cleveland, Utah; † 25. Oktober 1988 in La Cañada Flintridge, Kalifornien) war ein US-amerikanischer Animator und einer der Disney’s Nine Old Men.

## Leben
Eric Larson wurde 1905 in Cleveland geboren. Nach der High School studierte er Journalismus an der University of Utah. Dort sammelte er erste Erfahrungen als Editor des Campus-Magazins und Sketchzeichner für die Zeitung Deseret News. Im Anschluss reiste er als Freelancer durch Amerika und arbeitete für verschiedenen Zeitungen, bevor er 1933 nach Los Angeles kam.
Zunächst entwickelte er für den lokalen Sender KHJ Radio das Serial The Trail of the Viking, bevor er nach Empfehlung durch einen Freund einige seiner Entwürfe an die Walt Disney Studios schickte und als Assistant Animator eingestellt wurde.
In den kommenden Jahren arbeitete er an zahlreichen Kurz- und Spielfilmen sowie Fernsehserien für Disney. In seinen letzten Jahren beriet er als Animation Consultant jüngere Animatoren bei der Arbeit und suchte als Scout an Kunstschulen nach neuen Talenten für das Studio.
Nach 52 Jahren bei Disney zog er sich 1986 in den Ruhestand zurück. Er verstarb am 25. Oktober 1988 im kalifornischen La Cañada Flintridge.
1989 wurde er postum mit dem Disney-Legends-Preis ausgezeichnet.

## Filmografie (Auswahl)
- 1934: Micky im wilden Westen (Two-Gun Mickey, Kurzfilm)
- 1935: Die Schildkröte und der Hase (The Tortoise and the Hare, Kurzfilm)
- 1935: Mickys Autowerkstatt (Mickey's Service Station, Kurzfilm)
- 1935: Wie starb Cock Robin? (Who Killed Cock Robin?, Kurzfilm)
- 1935: Auf dem Eis (On Ice, Kurzfilm)
- 1935: Der eingebildete Hahn (Cock o' the Walk, Kurzfilm)
- 1936: Die drei kleinen Wölfe (Three Little Wolves, Kurzfilm)
- 1937: Schneewittchen und die sieben Zwerge (Snow White and the Seven Dwarfs)
- 1938: Wal in Sicht (The Whalers, Kurzfilm)
- 1939: Das hässliche Entlein (The Ugly Duckling, Kurzfilm)
- 1939: Der Hockey-Champion (The Hockey Champ, Kurzfilm)
- 1940: Pinocchio
- 1940: Fantasia
- 1941: Dumbo
- 1942: Bambi
- 1944: Drei Caballeros (The Three Caballeros)
- 1946: Onkel Remus’ Wunderland (Song of the South)
- 1947: Disneys wackere Helden (Fun & Fancy Free)
- 1948: Musik, Tanz und Rhythmus (Melody Time)
- 1948: So Dear to My Heart
- 1949: Die Abenteuer von Ichabod und Taddäus Kröte (The Adventures of Ichabod and Mr. Toad)
- 1950: Cinderella
- 1951: Alice im Wunderland (Alice in Wonderland)
- 1953: Peter Pan
- 1955: Susi und Strolch (Lady and the Tramp)
- 1956–1979: Disneyland (Fernsehserie, 10 Episoden)
- 1959: Dornröschen (Sleeping Beauty)
- 1961: 101 Dalmatiner (One Hundred and One Dalmatians)
- 1963: Die Hexe und der Zauberer (The Sword in the Stone)
- 1964: Mary Poppins
- 1966: Winnie Puuh und der Honigbaum (Winnie the Pooh and the Honey Tree, Kurzfilm)
- 1967: Das Dschungelbuch (The Jungle Book)
- 1970: Aristocats (The Aristocats)
- 1971: Die tollkühne Hexe in ihrem fliegenden Bett (Bedknobs and Broomsticks)
- 1973: Robin Hood
- 1974: Winnie Puuh und Tigger dazu (Winnie the Pooh and Tigger too, Kurzfilm)
- 1977: Bernard und Bianca – Die Mäusepolizei (The Rescuers)
- 1977: Die vielen Abenteuer von Winnie Puuh (The Many Adventures of Winnie the Pooh)
- 1983: Mickys Weihnachtserzählung (Mickey's Christmas Carol, Kurzfilm)
- 1985: Taran und der Zauberkessel (The Black Cauldron)
- 1986: Basil, der große Mäusedetektiv (The Great Mouse Detective)